# 文拉法辛
文拉法辛（英語：Venlafaxine，商品名: 怡诺斯 或 博乐欣）是一种5-羟色胺和去甲肾上腺素再摄取抑制剂（SNRI）类的抗抑郁药。该药首先由惠氏于1993年研发，现在由辉瑞负责市场销售。该药被批准用于治疗重性抑郁障碍（MDD）、广泛性焦虑症（GAD）以及伴随焦虑的抑郁症。文拉法辛在2007年是美国零售市场上最常用的抗抑郁药第6名。

## 医疗用途
文拉法辛主要用于治疗抑郁症，一般焦虑症，社交恐怖症，恐慌症和血管舒缩症状。
一些医生可能会开出文拉法辛来治疗（标签外使用，非经批准的适应症）糖尿病神经病变（与度洛西汀类似）和偏头痛预防（但对某些人来说，文拉法辛会加剧或引起偏头痛）。研究表明文拉法辛对这些病症有效，尽管使用专门为此目的而上市的药物（如普瑞巴林或度洛西汀）可能会更好。另外，在采用治疗前列腺癌时的激素疗法时，文拉法辛也被发现可以减少更年期男女性“潮热”的严重程度。
由于其对5-羟色胺和肾上腺素两系统的作用，文拉法辛还用作治疗减轻睡眠障碍发作性睡病患者猝倒症的发作，这是一种肌肉无力的形式。一些开放标签和三项双盲研究表明文拉法辛也对治疗注意力缺陷多动障碍（ADHD）有疗效。临床试验发现也对有创伤后应激障碍（PTSD）的病人有效。
抑郁
对21种主要抗抑郁药的比较荟萃分析发现，文拉法辛，阿戈美拉汀，阿米替林，依他普仑，米氮平，帕罗西汀和伏硫西汀比其他抗抑郁药更有效，尽管许多比较的质量评估为低或极低。
文拉法辛与非典型抗抑郁药安非他酮的疗效相似；然而，文拉法辛的缓解率较低。在一项双盲研究中，对SSRI无反应的患者转为使用文拉法辛或西酞普兰。两组均观察到类似的改善。
文拉法辛在儿童中的研究尚未确立其疗效。

## 不良反应
文拉法辛口服片可能引起嗜睡。它还可能影响做出决策，清晰思考或快速反应的能力。服用文拉法辛期间不宜驾驶，操作重型机械，或做一些要求保持高度警觉的事情，除非服用者确知能够正常运作。
文拉法辛也可能引起其他副作用，比如多梦和睡眠习惯改变，影响性欲、食欲。引起便秘，恶心呕吐，口干，疲劳，焦虑，晕眩，颤抖，盗汗，心率提高等。
严重的副作用包括：产生自杀念头和尝试自杀，过激行为，愤怒焦躁不安。有可能会加剧忧郁和焦虑。也有可能导致血压升高而头痛和胸痛。